# Сан-Доначі
Сан-Доначі (італ. San Donaci, сиц. San Donaci) — муніципалітет в Італії, у регіоні Апулія, провінція Бриндізі.
Сан-Доначі розташований на відстані близько 490 км на схід від Рима, 120 км на південний схід від Барі, 21 км на південь від Бриндізі.
Населення — 6801 особа (2014).
Щорічний фестиваль відбувається 5 серпня. Покровитель — свята Марія.

## Демографія
Населення за роками:

Станом на 1 січня 2023 року в муніципалітеті офіційно проживало 113 іноземців з 18 країн, серед них 33 громадяни країн Євросоюзу.

## Сусідні муніципалітети
- Бриндізі
- Челліно-Сан-Марко
- Гуаньяно
- Мезаньє
- Сан-Панкраціо-Салентино